# Atollo Vaavu
L'atollo Vaavu è un atollo delle Maldive. È il più piccolo atollo amministrativo in termini di popolazione.
Questo atollo è situato a 64 km dalla capitale Malé, 90 minuti in motoscafo e 5 ore in dhoni (tipica imbarcazione locale maldiviana). È composto da due atolli geografici, il principale Atollo Vaavu e un grande atollo circolare di 9 km di diametro, chiamato Vattaru e caratterizzato da una sola isola, con un solo insediamento di personale tecnico, portante un ripetitore di telefonia mobile (Dhiragu).
L'atollo principale di Vaavu (o Felidhe Atoll) ospita le uniche 6 isole abitate. I circa 2 200 abitanti sono dediti per il 30% ad attività turistiche nei 4 resort e per il resto si occupano di pesca ed attività produttive per il consumo locale (cantieri navali di costruzione e riparazione, produzione reti, piccola edilizia).
Le scuole (fino alla scuola media superiore) sono presenti attivamente e rimodernate, nelle isole di Felidhoo (capitale), Fulidhoo, Keyodhoo e Rakeedhoo. Nelle prime due isole inoltre sono in attività due ambulatori con personale medico per lo più proveniente dall'India.
Unica isola popolata da pescatori per periodi prestabiliti all'anno è Bodu Mura, dove risiede un grande allevamento di cernie destinate all'esportazione sul mercato giapponese.

## Isole abitate
Felidhoo, Fulidhoo, Keyodhoo, Rakeedhoo, Thinadhoo.

## Isole disabitate
Alimathà, Dhiggiri e Ambara - Kunavashi.
Isole turistiche, aeroporti e isole industriali sono considerate disabitate.